# العبور إلى الأنوثة
هي طُقوس انتقالية كوشية إلى مرحلة الأنوثة تتم ممارستُها في الرأس الشرقي في جنوب أفريقيا. تبدأ ممارسة هذه الطقوس خلال الدورة الشهرية الأولى للفتاة وتدل على بلوغها وقُدرتِها على الانجاب. يتم خلال هذه الطقوس تعليم الفتيات السلوكيات المقبولة اجتماعيًا عند المَرأة الكوشية وحَثُهُنَ كذلك على عدمِ الخوض في علاقة جنسية قَبل الزواج. يعود أصل هذه التسمية إلى دورة حياة الحشرة العُصَوية والتي في نهاية مرحلة يرقانها تغلف نفسها بقليلِ من عشب أشبه بالحصيرة (شرنقة) حتى يحين وقت خروجها كحشرة ناضجة. تحوي الأشجار خلال هذه الأشهر على الشرنقات العشبية التي يشير اليها الكوشيون ب «انتون جاين» وهو ما تضعه الفتاة عليها خلال الطقوس يدعى ب «انشكوفو» والذي يشبه الشرنقات التي تغطي اليرقات على الأشجار ومن هنا جاءت هذه التسمية. تستمر هذه الطقوس لمدة 3- 6 أسابيع وتتخللها أحداث كثيرة.

## أمنجينو
ما ان تبلغ الفتاة دورتها الشهرية الأولى تُعلِم والدتها التي تُعلِم بدورها والد الفتاة الذي يقوم بعقد تجمع تقليدي يدعى «ابهنكا» توضع الحُلي المصنوعة من العشب حول عُنق الفتاة وخاصرتها كدَلالة على بلوغها. يتميز تجمع المجلس هذا بصنع جعة تقليدية ويتم الإعلان خلال هذه المناسبة على ان الفتاة ستحضر طقس الانتقال إلى مرحلة الانوثة حيث ترتدي فيما بعد عقدَا مصنوعًا من شعرةِ من شعر ذيل الثور يشار اليه ب «ابولونكا» وهو رمز على الخصوبة ويعني أن الفتاة جاهزة للموافقة على عروض الزواج. تدخل الفتاة فيما بعد بانفراد مع مساعداتها وعمتها والتي تدعى «أمنجينو» وهو اليوم الذي تبدأ فيه الفتاة بالدخول بانفراد. يتميز الأسبوع الأول بالدخول واتخاذ موضٍع خلف الستاثر من دون أي ملابس بمعزل عن وشاح الراس والتنورة المطرزة التي تعتبر بمثابة لباس يغطي المنطقة الحساسة ويرسم على جسدها بمُغرة بيضاء وتمثل الاتصال مع أرواح الأسلاف والعزلة عن الحياة القبلية.

## أمينجناندليني
بعد مساء اليوم الأول أو الثاني يذبح الأب أو رجال العائلة كبشًا وبعد ذبحه يتم اختيار شاب لشواء قطعة لحم تدعى «القبة» ما ان تشوى قطعة اللحم يتم قلبها بعصىٍ مدببة وتعطى للمنضمة حديثٍا والتي لا يسمح لها باستخدام يديها لتناول الطعام وكذا الحال مع مساعداتها.

## أمتشاتو
بعد اليوم الرابع أو أي يوم من عزلة المنضمة يقام حفل مشابه لحفل الزفاف. يقام هذا الحفل في أي يوم ذو عدد زوجي لأن العدد الزوجي يرمز لاتحاد عائلتين في الزواج. تتميز هذه الطقوس بذبح ثور ويوضع الكتف الأيمن من الثور والذي يدعى «أمشاومو» في الكوخ الخاص المختار من أرض الفتاة لليلة. في اليوم التالي تقوم إحدى الممرضات التقليديات بطبخ اللحم والذي يؤكل باستخدام ذات العصا المستخدمة لأكل لحم الخروف. تستمر الطقوس لثلاثة أيام حيث يشهد العامة على دور الفتاة الجديد كمرأة.

## أكوتسيبا انتابا
يتميز هذا الحدث برمي الفوط الصحية للفتاة واي شيٍ أخر استخدمته خلال دورتها الشهرية. وبعد التخلص منهم يجب أن تحرق الممرضات التلقيديات العصا التي استخدموها لتناول اللحم. تبحث المنضمة ومساعداتها عن مكان لحرق العصا وفيما بعد تعقد إحدى مساعداتها العصا بحُزمَة عشب كمادة سريعة الاشتعال وتحرقها وبعد حرقها تقوم المنضمة ومساعداتها بنثر الرماد في كل مكان ويرمز هذا لانتهاء مرحلة طفولة المنضمة وبدء رحلتها في الانوثة. بعد نثر الرماد تجري الفتيات إلى المنزل ومع ذلك فان على المنضمة أن تجري بشكل أسرع قبل مساعداتها فلو لحقن بها ستبقى في الكوخ لفترة أطول.

## أمنجكنجكو
قبل انتهاء عزلة الفتيات تقام حفلة لجميع النساء في القرية ويشار لهذا الحدث ب «أمنجكنجكو» حيث ترتدي النسوة خلاله ملابسًا ذا ألوان مشرقة وخرزًا. في الصباح وبعد اليوم الأخير من الحفلة تذهب الفتاة إلى النهر لتغسل المُغرَة البيضاء وتستبدلها بواحدة صفراء تدعى «أمديك». ترتدي المنضمة ومساعداتها ملابسًا جديدة عند عودتهم من النهر وتتوالى الاحتفالات فيما بعد لتعلن نهاية طقس «العبور إلى الانوثة».